# 田房ダム
田房ダム（たぶさダム）は、広島県東広島市にある重力式コンクリートダム。

## 概要
黒瀬川の支流で、東広島市八本松町正力を流れる田房川にある。

## 田房ダム上流のゴルフ場事件
田房ダムの上流には、ゴルフ場を建設する計画があった。しかし、近隣住民らがこれに反対して訴訟を起こした。
これに対して広島地方裁判所は、1999年2月1日に、債務者である間組に対して1000万円を、恋文字開発に対して5000万円を供託することを条件に、建設工事着工禁止の仮処分を認める決定を下した。
合計6000万円をどうやって集めたことかと近隣住民は頭を悩ませた。しかし、弁護団が「間組に1000万円を供与すれば、その子会社である恋文字開発は工事を他に委託することはできなくなり、工事は中止になるだろう」と提案をし、住民らは全国紙を通じてこの供託金のカンパを呼びかけた。全国初の本工事中止の仮処分決定ということで反響は大きく、約20日の間に、800万円を超えるカンパが集まった。これによって、住民らは1000万円を供託することができた。
現在ダム周辺には、「田房ダム上流のゴルフ場計画跡地」と書かれた看板が設置されている。

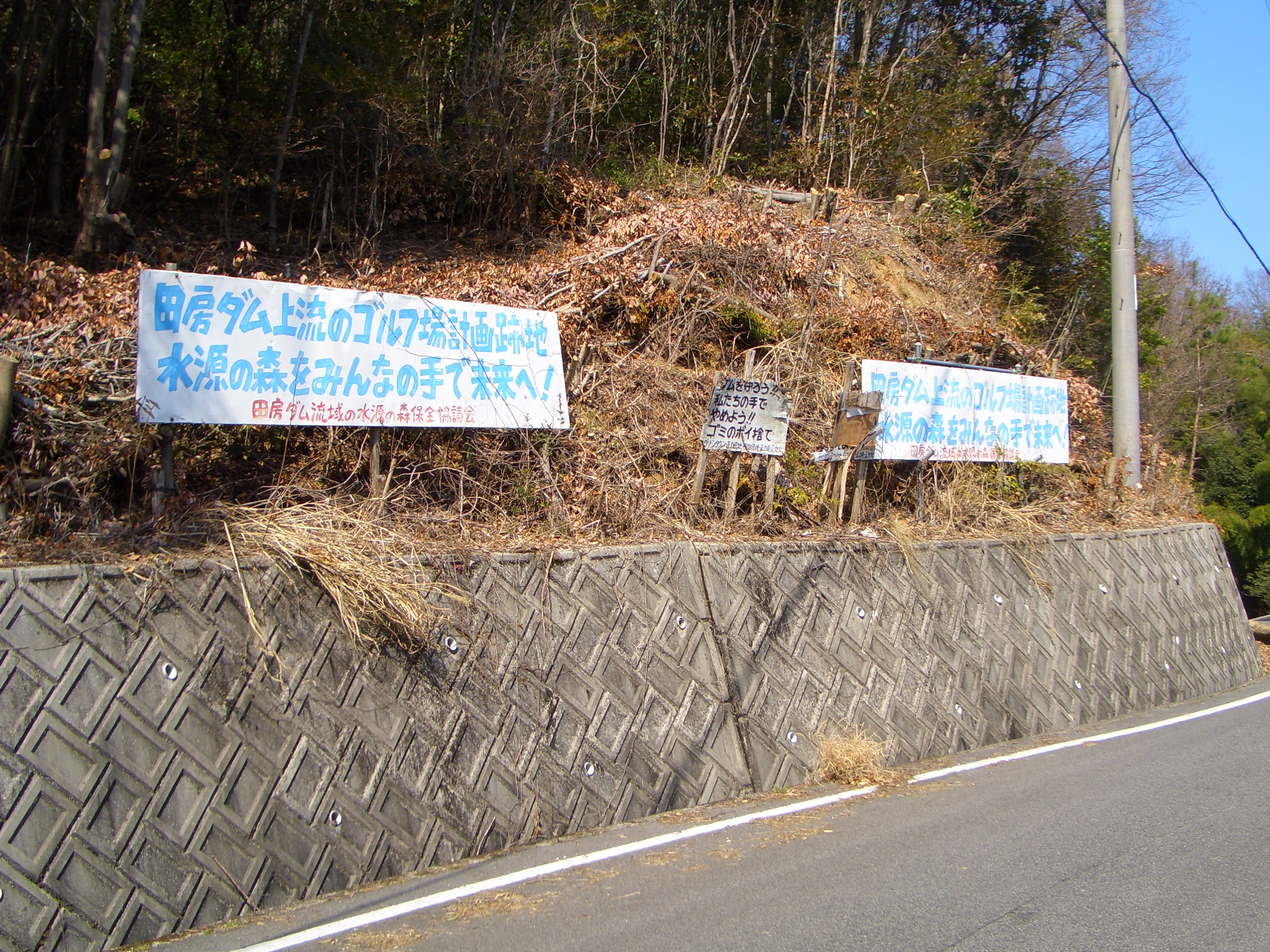
ダム近くの看板。

## 交通
- 芸陽バス「篠」バス停より徒歩20分